# Geophis nephodrymus
Geophis nephodrymus är en ormart som beskrevs av Townsend och Wilson 2006. Geophis nephodrymus ingår i släktet Geophis och familjen snokar. Inga underarter finns listade i Catalogue of Life.
Denna orm förekommer i bergstrakten Sierra de Omoa i nordvästra Honduras. Arten lever i bergstrakter mellan 1500 och 1950 meter över havet. Individerna vistas i molnskogar och de är nattaktiva. Honor lägger ägg.
Beståndet hotas av skogsröjning i samband med skogsbruk. IUCN listar arten som sårbar (VU).